# Diplosporium album
Diplosporium album är en svampart som beskrevs av Bonord. 1851. Diplosporium album ingår i släktet Diplosporium och familjen Chaetosphaerellaceae.   Inga underarter finns listade i Catalogue of Life.